# Morpho melanippe
Morpho melanippe är en fjärilsart som beskrevs av Butler 1866. Morpho melanippe ingår i släktet Morpho och familjen praktfjärilar. Inga underarter finns listade i Catalogue of Life.